# Kaseifu no Mita
Kaseifu no Mita (家政婦のミタ, Mita, a Governanta) foi uma série de televisão japonesa exibida pela Nippon TV entre 12 de outubro e 21 de dezembro de 2011. Foi protagonizada por Nanako Matsushima, e transmitida nos países lusófonos pela Crunchyroll. O tema musical Yasashiku Naritai foi composto por Kazuyoshi Saito.

## Elenco
- Nanako Matsushima como Akari Mita
- Yumi Shirakawa como Akemi Harumi
- Hiroki Hasegawa como Keiichi Asuda
- Shiori Kutsuna como Yui Asuda
- Taishi Nakagawa como Kakeru Asuda
- Shūto Ayabe como Kaito Asuda
- Miyu Honda como Kii Asuda
- Yūko Daike como Nagiko Asuda
- Saki Aibu como Urara Yuuki
- Sei Hiraizumi como Yoshiyuki Yuuki
- Yuu Kamio como Naoya Mita
- Kanata Fujimoto como Jun Mita
- Miyoko Akaza como Sogra de Mita
- Kei Sunaga como Sogro de Mita
- Hitomi Satō como Mariko Minagawa
- Ryuga Nakanishi como Tsubasa Minakawa
- Masanori Ikeda como Isao Minakawa
- Maho Nonami como Mie Kazama
- Syuusuke Saito como Takuya Ozawa

## Episódios
| #  | Título | Dirigido por    | Exibição original      | Audiência (%) |
| -- | --- | --------------- | ---------------------- | ------------- |
| 1  | "Chega uma mulher que não sabe sorrir à casa de uma família prestes a desmoronar" "Hōkai sunzen no katei ni yattekita egao o wasureta kōri no on'na… (崩壊寸前の家庭にやって来た笑顔を忘れた氷の女…)" | Ryūichi Inomata | 12 de outubro de 2011  | 19.5          |
| 2  | "Mate aquele traidor desgraçado" "Boku o uragitta aitsu o koroshite (僕を裏切ったアイツを殺して)" | Ryūichi Inomata | 19 de outubro de 2011  | 18.7          |
| 3  | "É revelada a verdade sobre como o pai matou a mãe" "Haha o koroshita chichi no shōtai o abaite (母を殺した父の正体を暴いて)"                                                                         | Toya Sato       | 26 de outubro de 2011  | 19.8          |
| 4  | "A sua filha foi sequestrada" "Anata no manamusume o yūkai shimashita (あなたの愛娘を誘拐しました)"                                                                                                   | Jun Ishio       | 2 de novembro de 2011  | 19.5          |
| 5  | "Tire suas roupas - Certamente" "Zenbu nuide! … Shōchishimashita (全部脱いで! …承知しました)" | Ryūichi Inomata | 9 de novembro de 2011  | 22.5          |
| 6  | "Me mate - Certamente" "Watashi o koroshite! … Shōchishimashita (私を殺して! …承知しました)" | Ken Higurashi   | 16 de novembro de 2011 | 23.4%         |
| 7  | "Nunca mais vou sorrir nesta vida" "Shinu made nidoto waraimasen… (死ぬまで二度と笑いません…)" | Jun Ishio       | 23 de novembro de 2011 | 23.5%         |
| 8  | "Contarei sobre meu passado" "Watashi no kako, subete ohanashi shimasu (私の過去、すべてお話します)"                                                                                                  | Ryūichi Inomata | 30 de novembro de 2011 | 29.6%         |
| 9  | "O começo do fim - deixem-me morrer no mar de chamas" "Sai shūshō no hajimari! Hitosuji no namida…-en no naka de watashi o shina sete (最終章の始まり! 一筋の涙…炎の中で私を死なせて)"                | Toya Sato       | 7 de dezembro de 2011  | 27.6%         |
| 10 | "Filho, querido... por favor, me levem ao céu com vocês" "Musuko yo, otto yo, onegai… watashi mo tengoku ni tsureteitte! (息子よ、夫よ、お願い…私も天国に連れて行って!)"                              | Jun Ishio       | 14 de dezembro de 2011 | 28.6%         |
| 11 | "Quem é a verdadeira mãe são vocês que têm que decidir" "Hontō no hahaoya… sore wa anata-tachi ga kimeru kotodesu! (本当の母親…それはあなたたちが決めることです!)"                                    | Ryūichi Inomata | 21 de dezembro de 2011 | 40.0%         |

## Reconhecimentos
| Ano  | Prémio                               | Categoria              | Destinatários e nomeados                             | Resultado | Referências   |
| ---- | ------------------------------------ | ---------------------- | ---------------------------------------------------- | --------- | ------------- |
| 2011 | 71º Prémios Television Drama Academy | Melhor Drama           | Kaseifu no Mita                                      | Venceu    | [ 15 ]        |
| 2011 | 71º Prémios Television Drama Academy | Melhor Atriz           | Nanako Matsushima                                    | Venceu    | [ 15 ]        |
| 2011 | 71º Prémios Television Drama Academy | Melhor Ator Secundário | Hiroki Hasegawa                                      | Venceu    | [ 15 ]        |
| 2011 | 71º Prémios Television Drama Academy | Melhor Guionista       | Kazuhiko Yukawa                                      | Venceu    | [ 15 ]        |
| 2011 | 71º Prémios Television Drama Academy | Melhor Diretor         | Ryuichi Inomata, Toya Sato, Jun Ishio, Ken Higurashi | Venceu    | [ 15 ]        |
| 2011 | 71º Prémios Television Drama Academy | Melhor Tema Musical    | Yasashiku Naritai                                    | Venceu    | [ 15 ]        |
| 2012 | Prémios Élan d'Or                    | Melhor Estreante       | Hiroki Hasegawa                                      | Venceu    | [ 16 ] [ 17 ] |
| 2012 | Prémios Élan d'Or                    | Prémio de Produção     | Futoshi Ohara                                        | Venceu    | [ 16 ] [ 17 ] |

## Refilmagem
Uma refilmagem sul-coreana intitulada The Suspicious Housekeeper, foi protagonizada por Choi Ji-woo e Lee Sung-jae, e transmitida pela Seoul Broadcasting System entre 23 de setembro e 26 de novembro de 2013.